# Association de recherche clinique en allergologie et asthmologie
L’Association de recherche clinique en allergologie et asthmologie ou ARCAA est une association formée d’experts du monde de l'entreprise et de médecins allergologues[réf. souhaitée]. Elle a pour mission de promouvoir et contribuer à la bonne pratique de l’allergologie, d’informer les individus et institutions sur les risques allergiques, ou encore de proposer des solutions à l’amélioration de la qualité de l’air.

## Histoire
En 2006, l'Association nationale des allergologues et immunologistes cliniciens exclusifs (ANAICE), devenu depuis le Syndicat français des allergologues (SYFAL), crée l’ARCAA.

## Label
Dès 2010, l’ARCAA met en place une démarche de labellisation avec  la Fédération française de la Photocatalyse et TERA Environnement financée par l’ADEME. 
Le référentiel est créé en 2012, et approuvé HQE-A (Haute qualité environnementale pour Allergiques). Son objectif est de fournir des labels garantissant l'absence d'allergènes de contact dans les produits labellisés sur :
- les détergents
- les textiles traités anti acariens
- les chambres d'hôtel
- les tapis et moquettes
- ou encore les purificateurs d'air.

## Actions et sensibilisations
Parallèlement à son activité de labellisation, l’ARCAA met en place plusieurs actions de sensibilisation auprès des professionnels et des médias. Elle informe également le grand public des risques liés à l’allergie, la santé des consommateurs ou encore la Qualité de l’Air. Conformément à son désir de  diffuser une parole experte auprès des médias et du grand public, l'ARCAA a signé un partenariat avec le site Doctissimo pour sensibiliser à l'importance de la qualité de l'air. En septembre 2015, à l'occasion de la première journée nationale de la qualité de l'air organisée par le Ministère de l'Écologie, du Développement durable et de l'Énergie, l'association a participé en diffusant 10 conseils sur la qualité de l'air intérieur à destination du grand public. 